# President Manuel A. Roxas
Pres. Manuel A. Roxas là một đô thị cấp hai ở tỉnh Zamboanga del Norte, Philippines. Theo điều tra dân số năm 2000, đô thị này có dân số 33.659 người trong 6.423 hộ.

## Các đơn vị hành chính
Pres. Manuel A. Roxas, về mặt hành chính, được chia thành 31 khu phố (barangay).
| - Balubo - Banbanan - Canibongan - Capase - Cape - Denoman - Dohinob - Galokso - Gubat - Irasan - Labakid | - Langatian - Lipakan - Marupay - Moliton - Nabilid - Panampalay - Pangologon - Piao - Piñalan - Piñamar | - Pongolan - Salisig - Sebod - Sibatog - Situbo - Tanayan - Tantingon - Upper Irasan - Upper Minang - Villahermoso |